# Aeropuerto Gbangbatoke
El aeropuerto de Gbangbatoke (ICAO-Code: GFGK; IATA-Code: GBK) es un aeródromo en el extremo norte de la ciudad sierraleonesa de Gbangbatoke. Es uno de los pocos aeropuertos de Sierra Leona en África occidental.
El aeropuerto nunca se utilizó para el tráfico regular y solo se empleó para abastecer a las minas locales. Actualmente (a partir de enero de 2019) el aeropuerto ya no se utiliza. Se encuentra a 23 m, tiene una pista 06/24 con una longitud de unos 1050 m.